# باشگاه فوتبال داریدا رایون مینسک
باشگاه فوتبال داریدا رایون مینسک (بلاروسی: ФК Дарыда Мiнскі раён) یک باشگاه فوتبال در شهر مینسک بلاروس بود. این باشگاه در لیگ برتر فوتبال بلاروس بازی می‌کرد. این باشگاه در سال ۲۰۰۰ تأسیس شد و در سال ۲۰۰۸ منحل شد.